# Wettolsheim
Wettolsheim [vɛtɔlsaim]  est une commune française viticole située dans la circonscription administrative du Haut-Rhin et, depuis le 1er janvier 2021, dans le territoire de la Collectivité européenne d'Alsace, en région Grand Est.
Cette commune se trouve dans la région historique et culturelle d'Alsace.
Ses habitants sont appelés les Wettolsheimois et les Wettolsheimoises.

## Géographie

### Localisation
En Alsace, le village de Wettolsheim se situe à 5 km au sud-ouest de Colmar, entre Wintzenheim et Eguisheim, et s'étend au pied de vastes collines couvertes de vignobles. Ainsi le Steingrubler se situe sur un coteau exposé au sud-est entre 280 et 350 m d'altitude. Wettolsheim se trouve sur la Route des Vins d'Alsace.  
|             |             | Colmar                 |
| Wintzenheim | Wettolsheim |                        |
|             | Eguisheim   | Sainte-Croix-en-Plaine |

### Géologie et relief
Ses sols caillouteux marno-calcaires à argilo-sableux sont établis sur des marnes et conglomérats calcaires oligocènes, partiellement recouverts d'éboulis et arènes granitiques.
Ce coteau est dominé par des ruines célèbres : le Hohlandsbourg au nord, les Trois Châteaux (Haut-Eguisheim) au sud, et, blotti dans la forêt sur un petit éperon rocheux, le Hagueneck à l'ouest.
C'est une des 197 communes du parc naturel régional des Ballons des Vosges.

### Sismicité
Commune située dans une zone de sismicité modérée.

### Hydrographie

#### Réseau hydrographique
La commune est dans le bassin versant du Rhin au sein du bassin Rhin-Meuse. Elle est drainée par la Lauch, la Lauch Canalisée et le Langgraben,,.
La Lauch, d'une longueur de 47 km, prend sa source dans la commune de Linthal et se jette  dans l'Ill à Horbourg-Wihr, après avoir traversé 18 communes. 

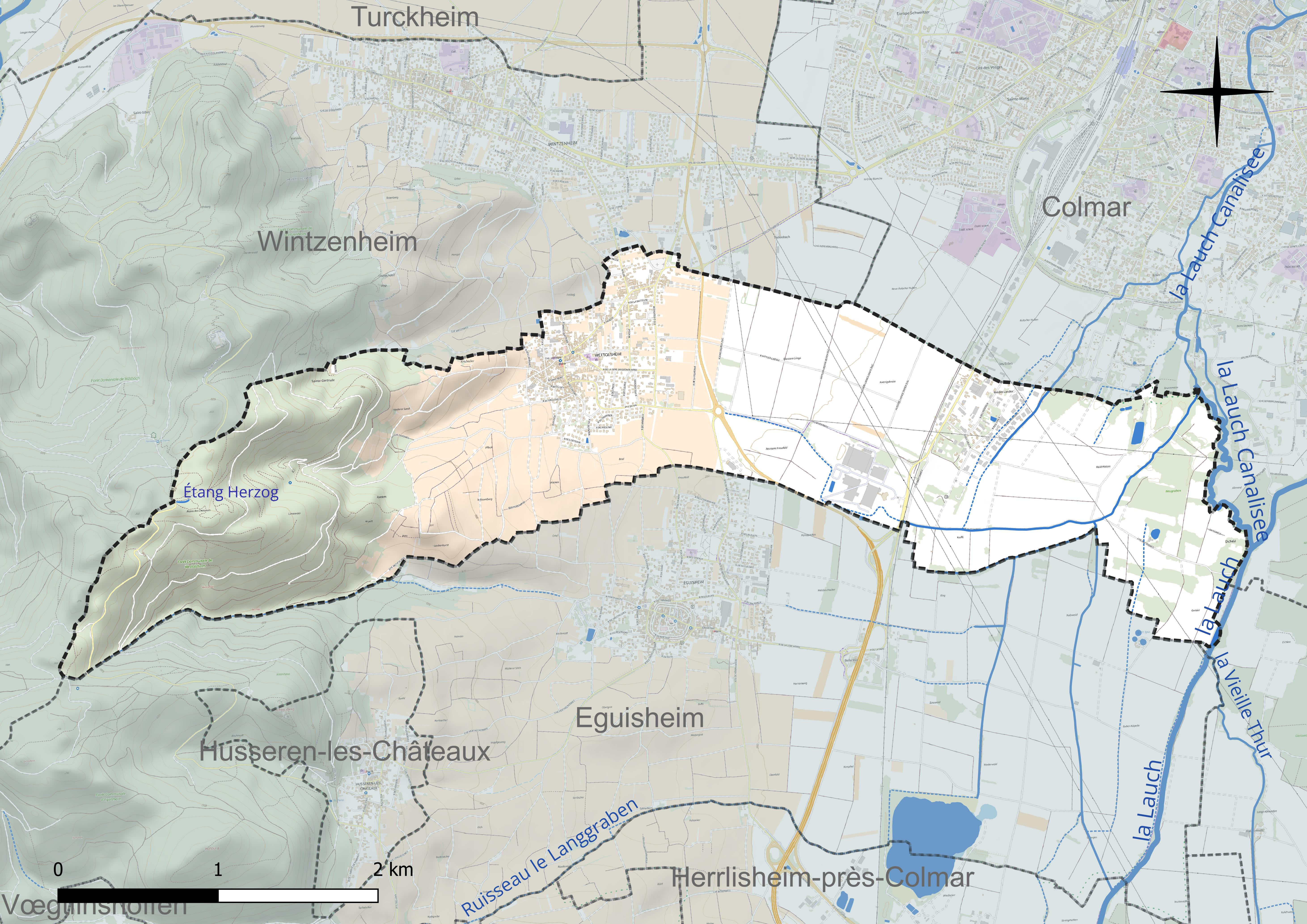
Réseau hydrographique de Wettolsheim.

Un plan d'eau complète le réseau hydrographique : l'étang Herzog (0,1 ha),.

#### Gestion et qualité des eaux
Le territoire communal est couvert par le schéma d'aménagement et de gestion des eaux (SAGE) « Ill Nappe Rhin ». Ce document de planification concerne la nappe phréatique rhénane, les cours d'eau de la plaine d'Alsace et du piémont oriental du Sundgau, les canaux situés entre l'Ill et le Rhin et les zones humides de la plaine d'Alsace. Le périmètre s’étend sur 3 596 km2. Il a été approuvé le 17 janvier 2005. La structure porteuse de l'élaboration et de la mise en œuvre est la région Grand Est. 
La qualité des cours d’eau peut être consultée sur un site dédié géré par les agences de l’eau et l’Agence française pour la biodiversité.
Syndicat mixte de traitement des eaux usées de la région des trois châteaux. Agence Rhin-Meuse.
Colmar Agglomération a compétence pour la protection de la ressource en eau tant à son captage que dans son traitement et assume la production, l’adduction, le stockage et la distribution de l’eau potable ainsi que la collecte et le transport des eaux usées.
La communauté d'agglomération a confié au groupement d’entreprises Colmarienne des Eaux / SUEZ l’exploitation des réseaux d’eau potable et d’assainissement pour les communes.

### Climat
Pour des articles plus généraux, voir Climat du Grand Est et Climat du Haut-Rhin.
En 2010, le climat de la commune est de type climat des marges montargnardes, selon une étude du Centre national de la recherche scientifique s'appuyant sur une série de données couvrant la période 1971-2000. En 2020, Météo-France publie une typologie des climats de la France métropolitaine dans laquelle la commune est exposée à un climat semi-continental et est dans une zone de transition entre les régions climatiques « Vosges » et « Alsace ». 
Pour la période 1971-2000, la température annuelle moyenne est de 10,5 °C, avec une amplitude thermique annuelle de 17,6 °C. Le cumul annuel moyen de précipitations est de 697 mm, avec 9 jours de précipitations en janvier et 9 jours en juillet. Pour la période 1991-2020, la température moyenne annuelle observée sur la station météorologique de Météo-France la plus proche, « Trois-Épis_sapc », sur la commune de Turckheim à 4 km à vol d'oiseau, est de 9,8 °C et le cumul annuel moyen de précipitations est de 804,5 mm. 
La température maximale relevée sur cette station est de 35,7 °C, atteinte le 7 août 2015 ; la température minimale est de −20 °C, atteinte le 13 janvier 1987,,. 
Les paramètres climatiques de la commune ont été estimés pour le milieu du siècle (2041-2070) selon différents scénarios d'émission de gaz à effet de serre à partir des nouvelles projections climatiques de référence DRIAS-2020. Ils sont consultables sur un site dédié publié par Météo-France en novembre 2022.

### Voies de communications et transports

#### Voies routières
La commune se trouve à 6 km de Colmar par la D 417.

#### Transports en commun
- Gare de Colmar
- Aéroport de Colmar - Houssen

##### Les bus Trace
Commune desservie par le réseau de bus "Trace", de Colmar Agglomération. TRACE ligne n°5 "Wettolsheim centre" et ligne n°4 "les Erlen".
Cette commune est desservie par les lignes et arrêts suivants :

### Du lundi au samedi
|    |  | Parcours                                                                       | Arrêts dans la commune                                |
| -- |  | ------------------------------------------------------------------------------ | ----------------------------------------------------- |
| 26 |  | Herrlisheim-près-Colmar Vignoble - Wettolsheim Square Floranc – Gare – Théâtre | Batteuse, Marbach, Wettolsheim Mairie, Square Floranc |

### FlexiTrace
Un nouveau service de transport à la demande à Wettolsheim : le service FlexiTrace a été mis en place depuis le 5 juillet 2010.
Le service FlexiTrace complète les horaires du service régulier des autocars affrétés par un service à la demande. Il permet de voyager en toute liberté sur simple réservation téléphonique préalable. Ce service fonctionne d’arrêt à arrêt sur l’itinéraire de la ligne   26  au départ ou à destination des arrêts situés à Wettolsheim. La tarification est identique à celle en usage dans les bus et autocars (billets ou abonnements).

### Intercommunalité
Commune membre de Colmar Agglomération.

## Urbanisme

### Typologie
Au 1er janvier 2024, Wettolsheim est catégorisée ceinture urbaine, selon la nouvelle grille communale de densité à sept niveaux définie par l'Insee en 2022.
Elle appartient à l'unité urbaine de Colmar, une agglomération intra-départementale regroupant sept  communes, dont elle est une commune de la banlieue,,. Par ailleurs la commune fait partie de l'aire d'attraction de Colmar, dont elle est une commune de la couronne,. Cette aire, qui regroupe 95 communes, est catégorisée dans les aires de 50 000 à moins de 200 000 habitants,.

### Occupation des sols
L'occupation des sols de la commune, telle qu'elle ressort de la base de données européenne d’occupation biophysique des sols Corine Land Cover (CLC), est marquée par l'importance des territoires agricoles (55,1 % en 2018), en diminution par rapport à 1990 (57,4 %). La répartition détaillée en 2018 est la suivante : 
terres arables (29,8 %), forêts (29,3 %), cultures permanentes (21,4 %), zones urbanisées (9 %), zones industrielles ou commerciales et réseaux de communication (6,7 %), zones agricoles hétérogènes (3,9 %). L'évolution de l’occupation des sols de la commune et de ses infrastructures peut être observée sur les différentes représentations cartographiques du territoire : la carte de Cassini (XVIIIe siècle), la carte d'état-major (1820-1866) et les cartes ou photos aériennes de l'IGN pour la période actuelle (1950 à aujourd'hui).

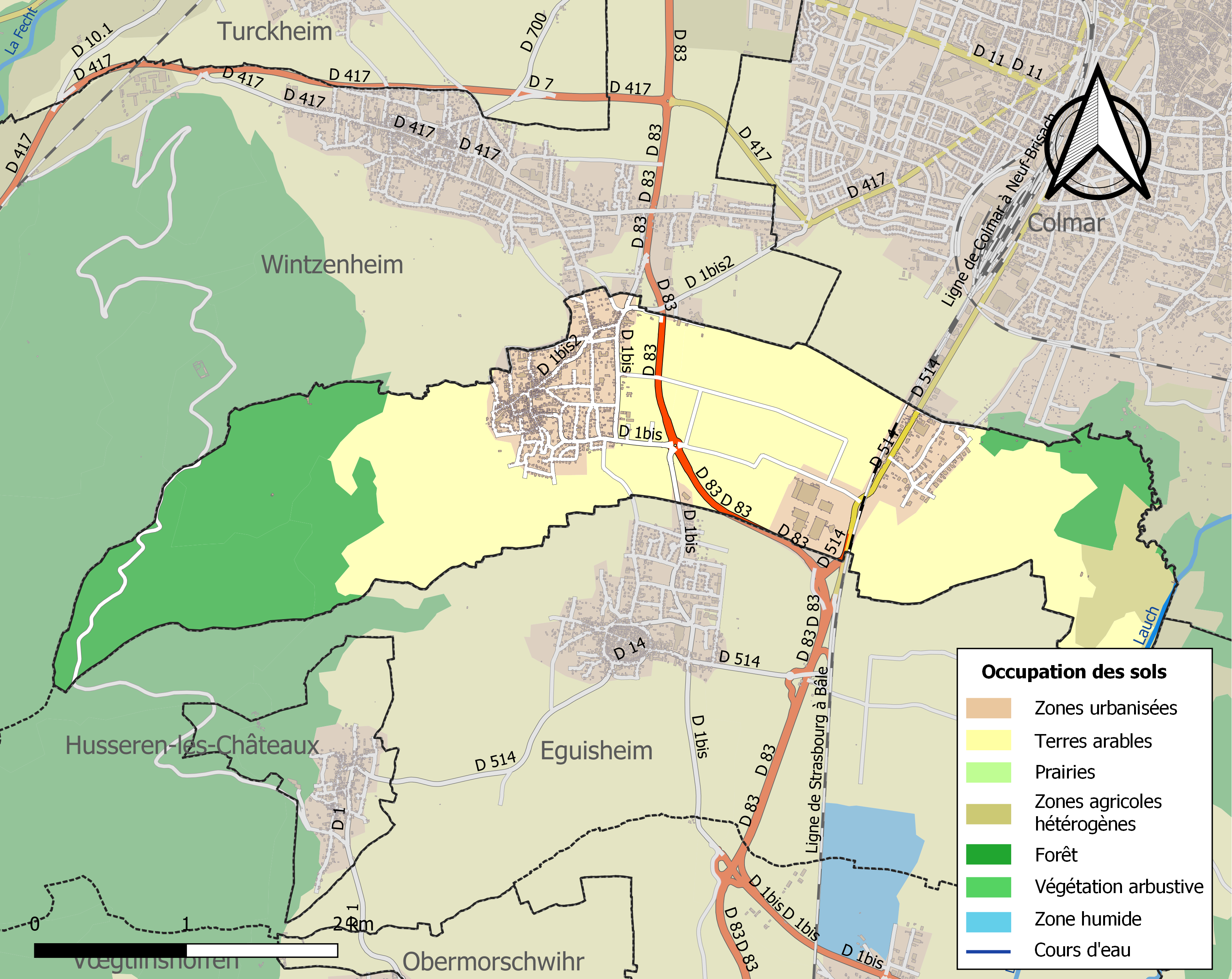
Carte des infrastructures et de l'occupation des sols de la commune en 2018 (CLC).

## Histoire
Cité remontant à l'époque de la colonisation franque, Wettolsheim, qui apparaît en 1211 sous la dénomination « Wetelsheim », était un village double.
En effet, le Bischofsgraben ou « fossé de l'évêque » séparait les deux moitiés du village appartenant l'une à l'évêché de Strasbourg, et l'autre aux sires de Horbourg. En 1319, ces derniers vendirent leur part à l'abbaye de Murbach. Chaque moitié de village avait sa chapelle :
- la chapelle Saint-Jean, fondée par les hospitaliers de Saint-Jean de Colmar, était à l'emplacement de l'actuelle église paroissiale, bâtie en 1780 ;
- la chapelle Saint-Martin fut plus tard intégrée au sein de la Martinsburg ou « château Saint-Martin » pour être rebâtie au XVIIIe siècle. La comtesse d'Albany et son ami le dramaturge italien Alfieri l'habitèrent de 1784 à 1786.

### Héraldique
| Blason de Wettolsheim | Les armes de Wettolsheim se blasonnent ainsi : « D'argent à une tortue de sable posée en pal. » |

Le blasonnement est attribué par l'Armorial général de France de 1696. Jusqu'alors, l'emblème sur les bornes était les 3 losanges de la famille de Wettolsheim. Les bornes des possessions de l'abbaye de Marbach à Wettolsheim étant marquées du "cœur de Saint Augustin", il est fort probable qu'à la suite d'une interprétation très libre, ce cœur avec flammes et transpercé de deux flèches soit devenu une tortue.

## Jumelage
- Wettolsheim est jumelé avec Fleurie,dans le Beaujolais (France).

## Politique et administration
| Période                                  | Période   | Identité                 | Étiquette    | Qualité            |
| ---------------------------------------- | --------- | ------------------------ | ------------ | ------------------ |
| 1945                                     | 1945      | Marie-Chrétien Butterlin |              |                    |
| 1945                                     | 1965      | Emile Floranc            |              |                    |
| 1965                                     | 1977      | Antoine Gaschy           |              |                    |
| 1977                                     | mars 2001 | Pierre Knittel           | RPR          | Conseiller général |
| mars 2001                                | En cours  | Lucien Muller            | RPR puis DVD | Conseiller général |
| Les données manquantes sont à compléter. |           |                          |              |                    |

### Budget et fiscalité 2017
En 2017, le budget de la commune était constitué ainsi :
- total des produits de fonctionnement : 2 102 000 €, soit 1 207 € par habitant ;
- total des charges de fonctionnement : 1 139 000 €, soit 654 € par habitant ;
- total des ressources d'investissement : 320 000 €, soit 184 € par habitant ;
- total des emplois d'investissement : 2 208 000 €, soit 1 268 € par habitant ;
- endettement : 2 220 000 €, soit 1 274 € par habitant.

Avec les taux de fiscalité suivants :
- taxe d'habitation : 9,36 % ;
- taxe foncière sur les propriétés bâties : 10,77 % ;
- taxe foncière sur les propriétés non bâties : 46,910 % ;
- taxe additionnelle à la taxe foncière sur les propriétés non bâties : 0,00 % ;
- cotisation foncière des entreprises : 0,00 %.

Chiffres clés Revenus et pauvreté des ménages en 2015 : médiane en 2015 du revenu disponible, par unité de consommation : 26 276 €.

## Économie

### Entreprises et commerces

#### Agriculture
- Le vignoble de Wettolsheim et ses 3 Grand Crus[29].

#### Tourisme
- Hôtels, gîtes et restaurants[30].

#### Commerces et services
- Commerces de proximité : boulangerie - pâtisserie, boucherie[31].
- L'agence postale communale.

## Population et société

### Démographie

#### Évolution démographique
L'évolution du nombre d'habitants est connue à travers les recensements de la population effectués dans la commune depuis 1793. Pour les communes de moins de 10 000 habitants, une enquête de recensement portant sur toute la population est réalisée tous les cinq ans, les populations de référence des années intermédiaires étant quant à elles estimées par interpolation ou extrapolation. Pour la commune, le premier recensement exhaustif entrant dans le cadre du nouveau dispositif a été réalisé en 2004.

En 2022, la commune comptait 1 771 habitants, en évolution de +2,55 % par rapport à 2016 (Haut-Rhin : +0,66 %, France hors Mayotte : +2,11 %).
| 1793  | 1800  | 1806  | 1821  | 1831  | 1836  | 1841  | 1846  | 1851  |
| ----- | ----- | ----- | ----- | ----- | ----- | ----- | ----- | ----- |
| 1 177 | 1 171 | 1 305 | 1 207 | 1 392 | 1 502 | 1 523 | 1 610 | 1 713 |

| 1856  | 1861  | 1866  | 1871  | 1875  | 1880  | 1885  | 1890  | 1895  |
| ----- | ----- | ----- | ----- | ----- | ----- | ----- | ----- | ----- |
| 1 589 | 1 552 | 1 521 | 1 485 | 1 347 | 1 390 | 1 310 | 1 290 | 1 215 |

| 1900  | 1905  | 1910  | 1921  | 1926  | 1931  | 1936  | 1946  | 1954  |
| ----- | ----- | ----- | ----- | ----- | ----- | ----- | ----- | ----- |
| 1 267 | 1 329 | 1 325 | 1 172 | 1 147 | 1 219 | 1 225 | 1 218 | 1 180 |

| 1962  | 1968  | 1975  | 1982  | 1990  | 1999  | 2004  | 2006  | 2009  |
| ----- | ----- | ----- | ----- | ----- | ----- | ----- | ----- | ----- |
| 1 306 | 1 301 | 1 558 | 1 554 | 1 616 | 1 692 | 1 685 | 1 705 | 1 693 |

| 2014  | 2019  | 2022  | - | - | - | - | - | - |
| ----- | ----- | ----- | - | - | - | - | - | - |
| 1 694 | 1 745 | 1 771 | - | - | - | - | - | - |

### Enseignement
Établissements d'enseignements :
- École maternelle,
- École primaire[37],
- Collèges à Colmar, Ingersheim,
- Lycées à Wintzenheim, Colmar, Ingersheim.

### Santé
Professionnels et établissements de santé :
- médecins à Wettolsheim, Eguisheim, Wintzenheim,
- pharmacies à Eguisheim, Wintzenheim,
- hôpitaux à Colmar, Turckheim.

### Cultes
- Culte catholique, Communauté de paroisses Sarments du Hohlandsbourg[39], Diocèse de Strasbourg.

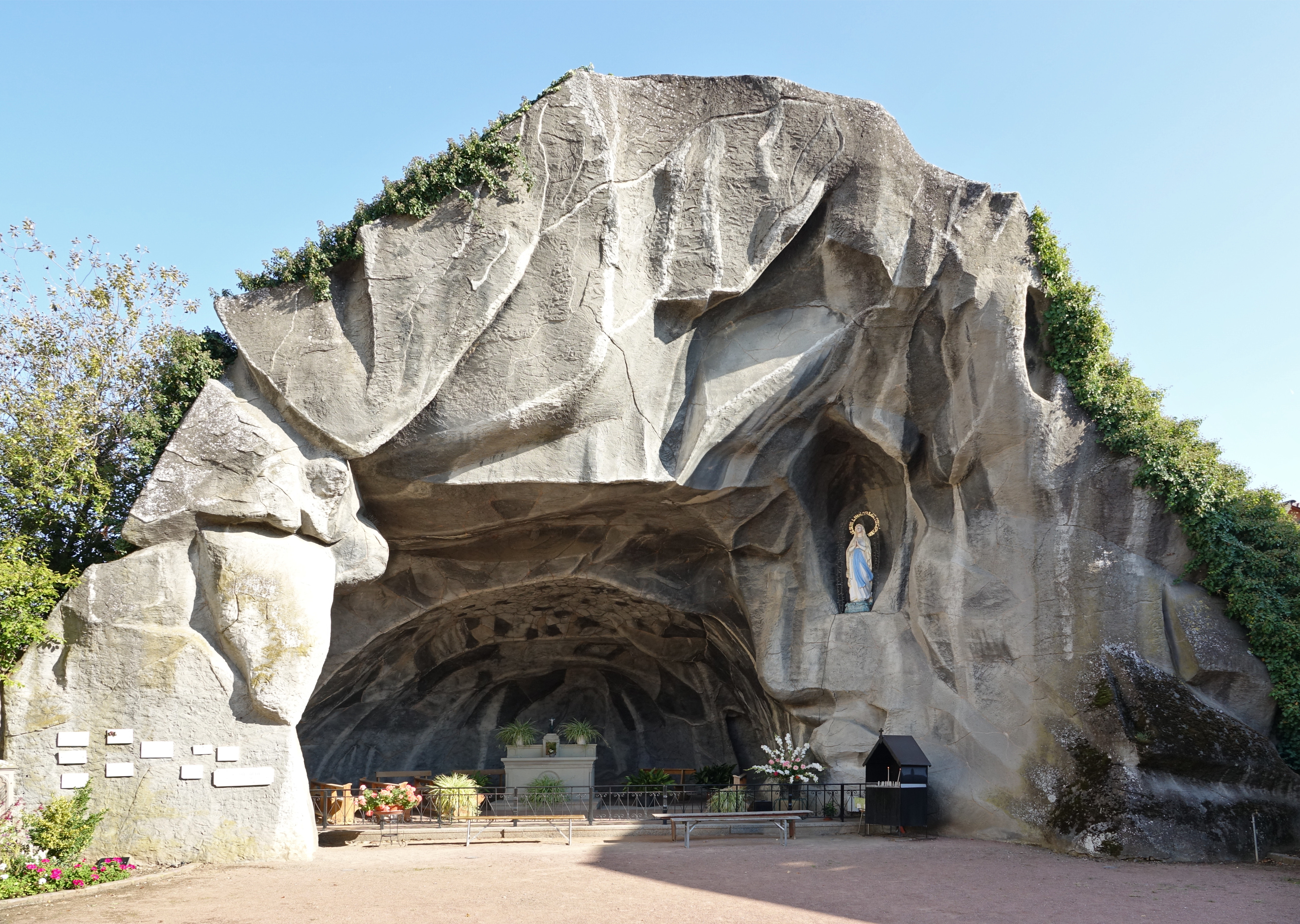
Grotte de Lourdes grandeur réelle

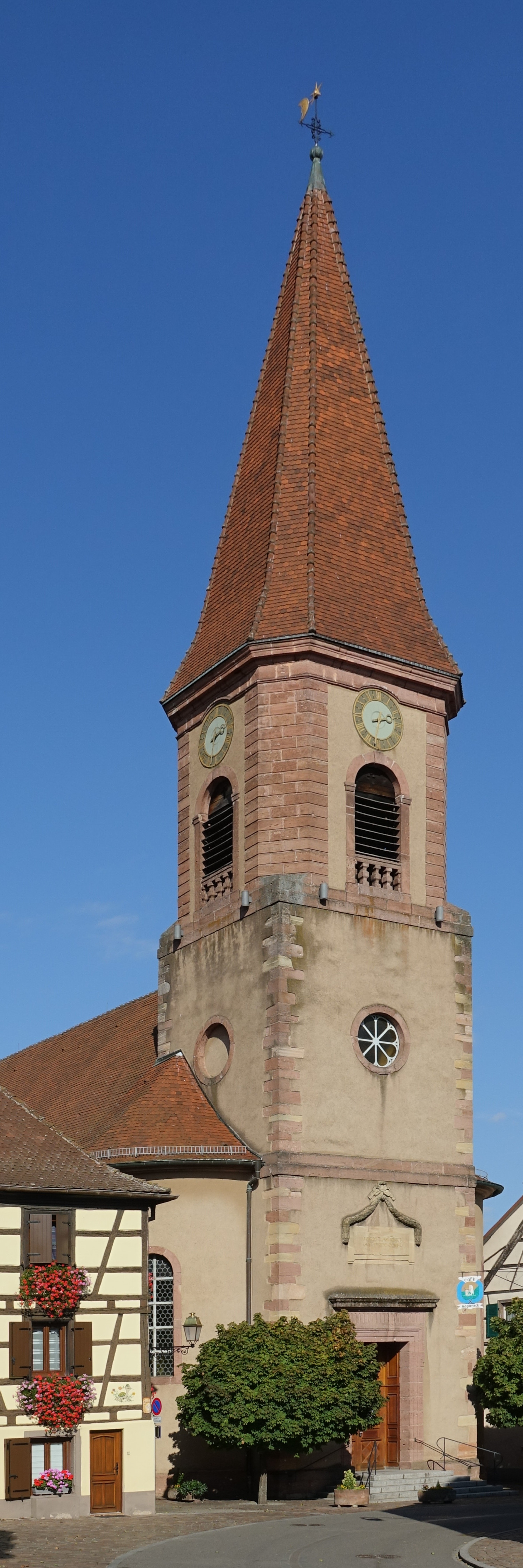
L'église Saint-Rémi

## Lieux et monuments
- Mairie[40].
- Grotte de Lourdes grandeur réelle : Mgr François-Xavier Schoepfer (1843-1927), évêque de Tarbes et de Lourdes de 1899 à 1927, fit ériger en 1912, sur l'emplacement de sa maison natale détruite par un incendie le 10 août 1911, une copie de la grotte de Massabielle à Lourdes fidèle dans sa forme et ses dimensions naturelles.

La statue même de la Vierge repose sur une pierre extraite de l'endroit où l'Immaculée Conception apparut à Sainte Bernadette Soubirous en 1858. La grotte, située en plein centre du village sert aujourd'hui encore de cadre à de nombreuses cérémonies religieuses.
- Église Saint-Rémy[43] et son orgue[44],[45],

le presbytère et le cimetière.
- Les monuments commémoratifs[48],[49].
- Châtelet du Hagueneck, classé monument historique.

- Fontaine de la place du Général De Gaulle[50].

## Site archéologique de la Koenigsbreite
Source : https://www.lieux-insolites.fr/alsace/ricoh/ricoh.htm

## Personnalités liées à la commune
- Édouard Sitzmann (frère Édouard), historien, né à Wettolsheim en 1836.
- Mgr François-Xavier Schoepfer (1843-1927), évêque de Tarbes et de Lourdes de 1899 à 1926, né à Wettolsheim le 18 avril 1845.
- Hirtzel Lévy né à Wettolsheim vers 1707, innocent mort sur la roue à Colmar le 31 décembre 1754, réhabilité par Louis XV